# Галиот

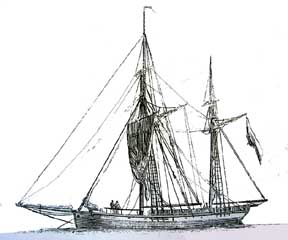
Двухмачтовый галиот.

Галио́т, Гальот — изначально средиземноморское парусно-гребное судно, родственное галере.
Впоследствии название галиот (нидерл. galiot) стало обозначать в северной Европе тип чисто парусного судна, который появился в Голландии, получил широкое распространение в XVII—XVIII веках в рыболовных и военных флотах стран, расположенных в акватории Балтийского и Северного морей. Использовались галиоты преимущественно для прибрежного плавания.
Парусные галиоты всех типов имели корпус голландского типа — плоскодонный, почти коробообразный в плане, со скруглёнными носовой и кормовой оконечностями. Его основу составляли мощный киль и массивные форштевень и ахтерштевень. Верхняя часть носа, кормы и бортов загнута внутрь. Обычным элементом оснащения галиотов были шверцы. Отдельные галиоты достигали длины 30 метров, ширины 8,5 метров и водоизмещения 500 тонн.

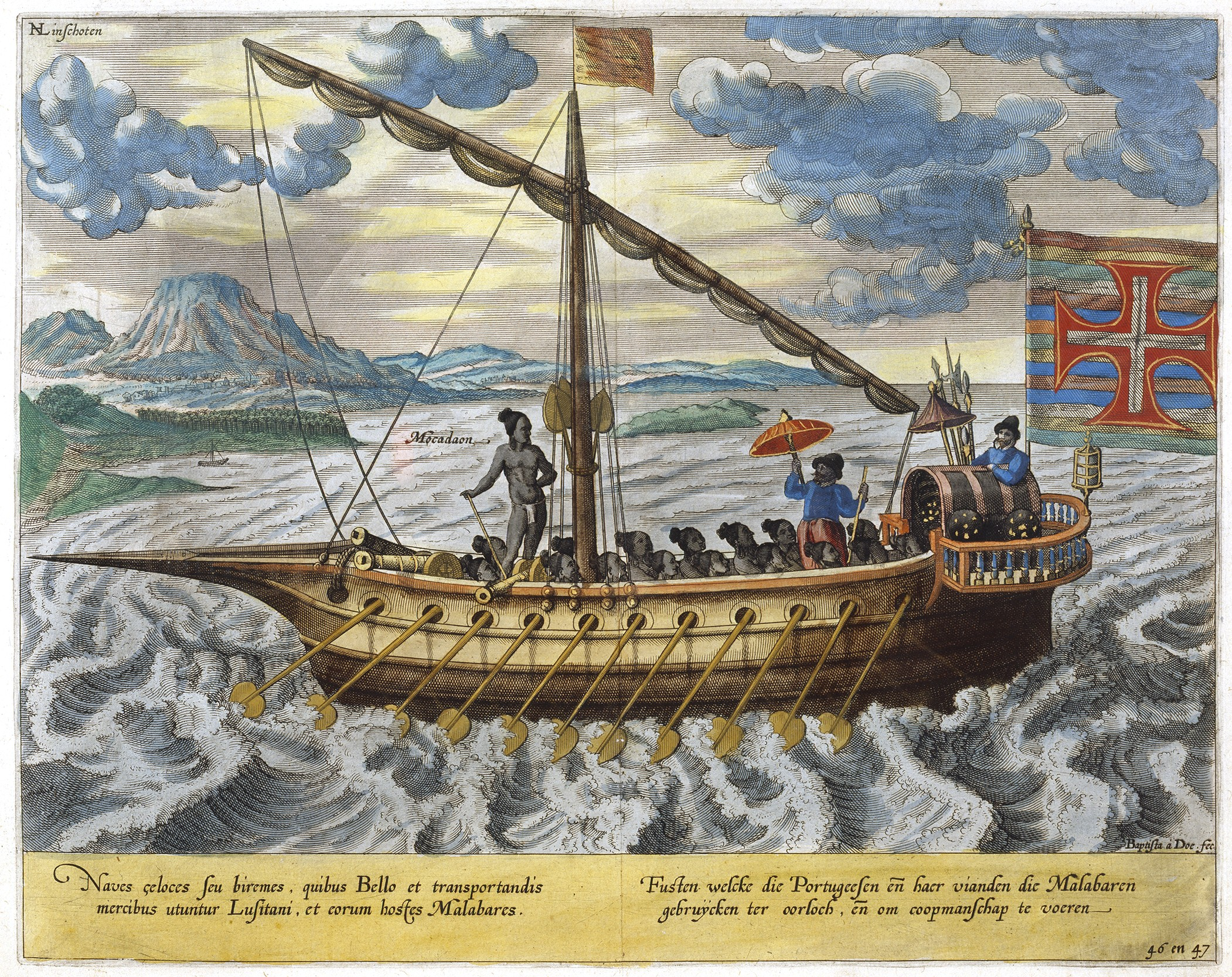
Португальский галиот с рабами. Иллюстрация из путевого дневника Яна Гюйгена ван Линсхотена (1596).

Чаще всего галиот был полуторамачтовым, но встречались одно- и трёхмачтовые галиоты. Грот-мачта галиота в верхней части имела наклонение вперёд на голландский манер и ставилась на расстоянии примерно одной трети длины палубы от форштевня. Впереди грот-мачты ставились фока-стаксель и два кливера, внешний из которых был летучим. На грот-мачте устанавливался марсель, небольшой брамсель и грота-трисель значительной величины. Изначально грота-трисель имел шпринтовый такелаж, позднее — гафельный со свободной нижней шкаториной. Грот-мачта имела от 4 до 5 вант, штаг мачты крепился к форштевню или шпору бушприта.
Небольшая по размеру бизань-мачта несла небольшой бизань-трисель с гафелем и гиком. Для крепления гика-шкота за корму выносился выстрел.
В Российском флоте суда данного типа строились с начала XVIII и до начала XIX века, также использовался ряд купленных и трофейных судов. Галиоты несли службу в составе Балтийского и Черноморского флотов, Азовской, Днепровской, Каспийской и Сибирской флотилий. В России по большей части строились двухмачтовые галиоты, однако было построено и несколько трехмачтовых. Использовались в качестве грузовых, пассажирских, посыльных и экспедиционных судов, а также для выполнения гидрографических работ.
Галиотом был «Секрет», корабль Грея из повести Александра Грина «Алые паруса»[значимость факта?].